# Peltandra
Peltandra é um género botânico pertencente à família Araceae.

## Espécies
- Peltandra sagittifolia
- Peltandra virginica